# Microregione di Médio Curu
Médio Curu è una microregione dello Stato del Ceará in Brasile, appartenente alla mesoregione di Norte Cearense.

## Comuni
Comprende 5 municipi:
- Apuiarés
- General Sampaio
- Pentecoste
- São Luís do Curu
- Tejuçuoca